# Baronens Høj
Baronens høj er en gravhøj ved Nygård i Nørreskoven på Als. Højen ligger i skovkanten tæt på Lillebælt.
Den har sit navn efter baron Wedell-Wedellsborg, som var kongelig skovrider over Als 1851-1862 og boede på Nygård.

## Beskrivelse
Runddyssen er en megalit skabt af tragtbægerkulturen fra bondestenalderen 3500-2800 f.Kr. Dyssen er stærkt forstyrret, idet baronen omdannede gravhøjen til en lysthøj beplantet med en kreds af lindetræer, som dannede en form for lysthus. Kammerets dæksten blev fjernet og højens top planeret.
1946 blev højen blev udgravet og restaureret af J. Raklev og Jens Raben. Raben skriver herom:
" Højen er af oval form, den måler i øst-vest ca. 18 meter, indenfor randstene 10 meter, i syd-nord 15 meter, indenfor randstene 9 meter. Højden er 1,5 meter. Af de 28, til dels store randsten stod kun 6 på den oprindelige plads, alle de andre var skredet ud og måtte rejses.
Midt i højen fandtes kammeret, der blev gravet ud. Dets længderetning er syd-nord, med indgang mod syd. Den vestre side består af en 2 meter lang sten, medens østsiden dannes af to og nordenden af én sten, alle langt over 1 meter høje, medens indgangsstenen ved sydenden er 30 cm. lavere. Kammeret måler i bunden 2,00 X 1,00 meter og er udgravet i en dybde af 1,10 meter.
0,95 under sidestenenes overflade fandtes en brolægning af op til 20 sm store sten. På denne lå en samlet bunke af menneskeknogler og ved siden af et 20 cm langt, smukt tildannet flintespyd. Graven må være blevet rømmet og benene lagt til side for at give plads til en ny bisættelse.
Under dette lag, i en dybde af 1,10 meter fandtes en anden brolægning af mindre sten, på denne og mellem stenene lå et lag af brændt flint. På denne brolægning lå ligeledes en del menneskeben i kammerets nordende og på den samme brolægning, nær tærskelstenen, lå et stykke af en pandeskal, en underkæbe og et enkelt ben. I en dybde af 1,05 meter, kun få cm fra det førstnævnte, fandtes et andet spydblad af flint, 17 cm langt. Desuden fandtes et brudstykke af et tredie spydblad.
I kammerets nordøsthjørne, ind mod endestenen og på den nederste brolægning, lå der skår af lerkar, et par af dem ornamenteret. De fundne knogler er fra mindst tre lig, ligesom de to brolægninger hidrører fra forskellige bisættelser.
Under den nederste brolægning med flintlag, der ligger på den urørte bund, har været ild, der fandtes askelag med trækulsstykker, og jorden (lerblandet jord) er rødbrændt i en dybde af 5-7 cm.
Fundene opbevares i museet på Sønderborg Slot.
Højen ligger i skovkanten, umiddelbart ved havet "Herfra har man den herligste udsigt over småøerne og Fyn. De gamle har forstået at berede deres døde smukke hvilesteder" "
Troels Trier Mørk, som var skovfoged på Nygård fra 1956-1976, anbragte den nuværende overligger på gravhøjen, hvilket professor P.V.Glob var meget bebrejdende og utilfreds med. Men ved et senere venskabsbesøg for at se resultatet, sagde han "Ja, Troels, det ser nu ganske pænt ud" 

## Eksterne links
- Baronens Høj i Slots- og Kulturstyrelsens database
- Baronens Høj Runddysse - Burial Chamber (Dolmen) in Denmark in Sønderborg (inkl. Als) fra The Megalithic Portal
- Billeder af Baronens Høj

55°01′34″N 9°52′40″Ø / 55.026117°N 9.877825°Ø